# Le Mont-Saint-Adrien
Le Mont-Saint-Adrien – miejscowość i gmina we Francji, w regionie Hauts-de-France, w departamencie Oise.
Według danych na rok 1990 gminę zamieszkiwały 472 osoby, a gęstość zaludnienia wynosiła 61 osób/km² (wśród 2293 gmin Pikardii Le Mont-Saint-Adrien plasuje się na 555. miejscu pod względem liczby ludności, natomiast pod względem powierzchni na miejscu 627.).